# Sylvicola guttatus
Sylvicola guttatus är en tvåvingeart som först beskrevs av Ignaz Rudolph Schiner 1868.  Sylvicola guttatus ingår i släktet Sylvicola och familjen fönstermyggor. Inga underarter finns listade i Catalogue of Life.